# Trust in Trance
Trust in Trance är Astral Projections andra album som gavs ut på skivbolaget TIP Records som är ett engelskt skivbolag. Albumet släpptes 1996 vilket är samma år som första skivan gavs ut, det betyder att Psytrance-duon har varit väldigt aktiva de första åren.

## Låtlista
1. Kabalah (feat. DJ Jorg) - 9:28
2. Enlightened Evolution - 8:03
3. The Feelings - 7:23
4. Utopia - 9:38
5. Black & White - 07:29
6. People Can Fly - 9:55
7. Radial Blur (feat. MFG) - 7:40
8. Aurora Borealis - 08:03
9. Still Dreaming (Anything Can Happen) - 7:47